# استان (فیلم)
«استان» (انگلیسی: The Province (film)) یک فیلم است که در سال ۱۹۹۱ منتشر شد.